# 2685 Masursky
2685 Masursky eller 1981 JN är en asteroid upptäckt 1981 av den amerikanske astronomen Edward Bowell. Den har fått sitt namn efter Harold Masursky (1923–1990), en planetgeolog vid U.S. Geological Survey, Flagstaff, som arbetat med ett flertal rymdsonder.
Den tillhör asteroidgruppen Eunomia.
Mycket lite var känt om Masursky fram till det att rymdonden Cassini på sin väg till Jupiter och Saturnus flög förbi den på ett avstånd av 1,6 miljoner kilometer, ca 4 gånger avståndet till månen. Den bild som rymdsonden skickade tillbaka visar inte mycket mer än en prick. Trots det kunde man med hjälp av Cassinis observationer bestämma storleken på Masursky, 15–20 km i diameter.
Masursky's omloppsbana placerar den i Eunomia-familjen med asteroider av spektralklass S. Cassinis observationer gjorde denna uppgift tveksam, men senare observationer från marken har bekräftat att asteroiden är av spektralklass S.